# گروه بایدیانات
گروه بایدیانات (انگلیسی: Baidyanath Group) شرکت مراقبت سلامت هندی است، که در سال ۱۹۱۷ تأسیس شد.